# Xã Pierce, Quận DeKalb, Illinois
Xã Pierce (tiếng Anh: Pierce Township) là một xã thuộc quận DeKalb, tiểu bang Illinois, Hoa Kỳ. Năm 2010, dân số của xã này là 454 người.